# Скрибоний
Вижте пояснителната страница за други личности с името Скрибонии.
Скрибоний (на старогръцки: Σκριβονιος, Skribonios) († ок. 14 г. пр.н.е.) е узурпатор владял за кратко време, около 16-14 г. пр.н.е., трона на Боспорското царство с неизвестен произход.

## Биография
През 16 г. пр.н.е. Скрибоний вдигна въстание в царството и успява да привлече армията на своя страна принуждавайки царуващият тогава Асандър I да отнеме живота си чрез добороволно гладуване. В опит да легитимира претенциите си към властта Скрибоний се представя за син/внук на отдавна починалия Митридат VI, принуждава овдовялата царица Динамия да се омъжи за него и твърди, че е получил одобрението на римския император Август.
Със своята дейност Скрибоний привлича вниманието на Марк Випсаний Агрипа (натоварен с проконсулска власт над източните провинции), който през 14 г. пр.н.е. подтиква владетеля на Понтийското царство Полемон I да преведе армията си през Евксинско море, за да възстанови реда и да поеме управлението като свали узурпатора. В желанието си да предотвратят римската намеса самите жители убиват Скрибоний и оказват съпротива на Полемон. Това принуждава личната намеса на Агрипа, който отплава с флота от кораби и достига до Синопе. Това негово заплашително действие е достатъчно, за да принуди бунтовниците да се предадат и позволят на Полемон да стане цар на Боспорското царство.
След смъртта на Скрибоний Полемон I изчаква одобрението на император Август, за да се ожени за овдовялата за втори път Динамия. По този начин той обединява Боспорското и Понтийското царство под своята власт.